# Урейское сельское поселение (Забайкальский край)
Се́льское поселе́ние «Урейское» — муниципальное образование в Акшинском районе Забайкальского края Российской Федерации.
Административный центр — село Урейск.

## История
Статус и границы сельского поселения установлены Законом Читинской области от 19 мая 2004 года «Об установлении границ, наименований вновь образованных муниципальных образований и наделении их статусом сельского, городского поселения в Читинской области».

## Население
| 2010  | 2011  | 2012  | 2013  | 2014  | 2015  | 2016  |
| ----- | ----- | ----- | ----- | ----- | ----- | ----- |
| 1182  | ↘1180 | ↘1159 | ↘1105 | ↘1088 | ↘1085 | ↘1076 |
| 2017  | 2018  | 2019  | 2020  | 2021  |       |       |
| ↘1055 | ↘1038 | ↘1006 | ↘984  | ↘918  |       |       |

## Состав сельского поселения
| № | Населённый пункт | Тип населённого пункта       | Население |
| - | ---------------- | ---------------------------- | --------- |
| 1 | Дорожное         | село                         | ↘157      |
| 2 | Урейск           | село, административный центр | ↘816      |